# Carl Oberg
 (septembre 2017).
Ne doit pas être confondu avec Carl Clauberg.
Carl Albrecht Oberg, né le 27 janvier 1897 à Hambourg (Allemagne) et mort le 3 juin 1965 à Flensburg (Allemagne), est un général SS allemand avec le grade de Obergruppenführer et le titre de « chef supérieur de la SS et de la Police » (Höhere SS- und Polizeiführer) pour la France.

## Les débuts
Carl Oberg fait ses études dans la ville de Hambourg où il obtient son baccalauréat à l'âge de dix-sept ans. Dès le mois d'août 1914, il s'engage dans l'armée pour se retrouver en septembre sur le front français avec le grade de lieutenant. Il est décoré de la Croix de Fer de 2e puis de 1re classe.
Au retour de la guerre, il participe activement à la tentative de putsch de Kapp menée par l’extrême-droite allemande, en mars 1920, pour renverser le gouvernement démocratique de la République de Weimar. Il travaille chez un marchand de biens jusqu'en 1921 et change de métier plusieurs fois avant de se marier en 1923. En 1926, il s'installe de nouveau à Hambourg où il travaille à un poste de direction dans une société d'importation de fruits tropicaux.
Durant la Grande Dépression des années 1930 où sévissent chômage et misère, il s'installe à son compte près de l'hôtel de ville de Hambourg. En juin 1931, il adhère au NSDAP et, dix mois plus tard, il entre dans la SS. Fidèle adepte du national-socialisme, en 1933 il devient responsable du SD à Hambourg, puis chef d'état-major au sein de la direction du SD à Munich et ensuite à Berlin jusqu'en 1935.
Oberg coordonne avec le responsable du bureau du SD de Munich — Werner Best — les actions contre la SA dans le Sud de l'Allemagne pendant la nuit des Longs Couteaux. Après un différend avec Heydrich, il reçoit le commandement des unités SS du Mecklembourg en 1935 puis du district SS de Hanovre jusqu'en 1938. Finalement il devient préfet de police (Polizeipräsident) de la ville de Zwickau.

## Seconde guerre mondiale

### Pologne
En septembre 1941, Carl Oberg est nommé « chef de la SS et de la Police » (SSPf ) dans le district de Radom, dans le Gouvernement général de Pologne, où il contribue à l'extermination de Juifs et de Slaves, et au ratissage des travailleurs forcés polonais.

### Décret de Hitler pour la France
Le 9 mars 1942, Hitler signe le décret dotant la France d'un « chef supérieur de la SS et de la Police » (HSSPf) chargé d'organiser les rapports avec la Police française :
« Quartier général du Führer, le 9 mars 1942
1. Un chef supérieur de la SS et de la Police est institué dans le ressort du commandant militaire en France.
2. Le chef supérieur de la SS et de la Police est personnellement et directement subordonné au commandant militaire. Les services de police du chef supérieur de la SS et de la Police sont subordonnés au commandant militaire uniquement au point de vue territorial.
3. Le chef supérieur de la SS et de la Police est compétent dans le ressort de service du commandant militaire, pour toutes les tâches qui incombent au Reichsführer SS et chef de la Police allemande au ministère de l’Intérieur du Reich (conformément au plan de répartition du travail du ministère de l’Intérieur du Reich), ainsi qu’en tant que commissaire du Reich pour la consolidation du germanisme.

Dans ce domaine d’activité, il a le droit de donner des instructions aux autorités et forces de police françaises et le droit de les contrôler. Il dispose de l’engagement des forces de police françaises de la zone occupée. La fixation du droit, ainsi que la promulgation des dispositions fondamentales pour l’organisation et les prescriptions juridiques des autorités françaises, y compris leur annonce, sont l’affaire du commandement militaire. Dans la mesure où il s’agit, dans ce cas, des domaines visés à l’alinéa 1, le chef supérieur de la SS et de la Police est le service du commandant militaire qui traite ces questions.
1. Le chef supérieur de la SS et de la Police reçoit ses instructions :
  - pour la sûreté militaire du pays et pour toutes les opérations militaires par le commandant militaire ;
  - pour l’activité de police et de traitement des questions ethniques qui lui incombent, par le Reichsführer et chef de la Police allemande. Si les instructions militaires et policières devaient révéler des contradictions, il devra être rendu compte au chef du Haut Commandement de la Wehrmacht et au Reichsfuhrer SS et chef de la Police allemande, lesquels provoqueront ma décision. En cas de péril imminent, le commandement militaire peut prendre des dispositions provisoires ayant un caractère contraignant. Les mesures d’expiation contre des criminels, des juifs et des communistes à l’occasion d’attentats contre le Reich allemand font également partie des mesures de police.

2. Dès que des troubles intérieurs ou des opérations militaires exigent des mesures à diriger de façon uniforme, le commandant militaire — dans le cas de danger pressant également les chefs de district — pourra disposer passagèrement des forces de la SS et de la Police de son ressort. Dans ce cas, il y a lieu d’observer que c’est précisément en corrélation avec l’engagement de la troupe qu’une importance particulière revient aux mesures de police prises sous responsabilité propre.
3. Le chef du Haut Commandement de la Wehrmacht édictera en accord avec le Reichsführer SS et chef de la Police allemande, les dispositions plus précises relatives aux forces engagées territorialement de la police secrète de campagne.
4. Le chef supérieur de la SS et de la Police tient le commandant militaire au courant de toutes les mesures fondamentales et importantes, respectivement de ses intentions ; il se tient en rapport étroit avec le chef de l’administration militaire.
5. La collaboration avec les services du S.R. de la Wehrmacht se règle d’après les principes édictés conjointement par le Haut Commandement de la Wehrmacht et le chef de la police de sûreté et du SD. »

### En poste à Paris
Le 5 mai 1942, Oberg est nommé HSSPf pour la France. Il arrive à Paris avec le grade de SS-Brigadeführer, et prend ses fonctions le 12 mai pour s'occuper de la lutte contre les réseaux de la résistance française et il est responsable de la « question juive ». Carl Oberg est installé par Reinhard Heydrich puis Heinrich Himmler. Lui et ses collaborateurs rendent le port de « l'étoile jaune » obligatoire, règlent et ordonnent la déportation d’environ 100 000 personnes dans les camps de la mort.

#### Organisation de la SS en France de mai 1942 à juillet 1944
Chef supérieur de la SS et de la Police : général Carl Oberg - bureau au 57 boulevard Lannes
Directeur de cabinet : SS-Sturmbannführer Herbert Hagen - même adresse
Sous les ordres de Oberg, sont placées deux grandes unités :
- la direction de la Police de sûreté (la « SiPo[d] » qui est composée de la « Gestapo[e] » et de la « KriPo[f] ») et du Service de sûreté (le « SD[g] »), soit en tout environ 2 500 hommes en tenue civile, plus de nombreux auxiliaires français, sous le commandement du BdS (Befehlshaber der Sicherheitspolizei und des Sicherheitsdienstes[h]), le SS-Standartenführer Helmut Knochen - bureau au 72 avenue Foch,
  - son adjoint est le SS-Obersturmbannführer Kurt Lischka - bureau au 11 rue des Saussaies,
  - et les autres subordonnés sont (organisation calquée en grande partie sur celle du RSHA à Berlin) :
    1. à l’Amt I (en français, le service, ou bureau « I », et ainsi de suite ci-dessous), l'administration, sous les ordres du SS-Hauptsturmführer Frank puis du SS-Hauptsturmführer Altenloh,
    2. à l’Amt II, la liaison avec la police française, sous les ordres du SS-Sturmbannführer Dr Mayer-Falk puis du SS-Sturmbannführer Dr Laube,
    3. à l’Amt III, une partie du SD, la propagande, sous les ordres du SS-Hauptsturmführer Dr Maulaz puis du SS-Sturmbannführer Dr Biederbick,
    4. à l’Amt IV la police secrète (la Gestapo), dont l'objet est de réprimer ou pourchasser les adversaires politiques, les juifs, les communistes, les résistants, etc. sous les ordres du SS-Sturmbannführer Karl Bömelburg puis du SS-Sturmbannführer Stindt,
    5. à l’Amt V, la police criminelle (la KriPo), sous les ordres du SS-Sturmbannführer Odewald,
    6. à l’Amt VI, une autre partie du SD, l'espionnage, la pénétration ou la destruction des services de renseignement alliés en France, sous les ordres d’abord du SS-Sturmbannführer Herbert Hagen puis du Standartenführer Hermann Bickler,
    7. à l’Amt VII, les problèmes idéologiques et les archives, sous les ordres du SS-Sturmbannführer Dr Biederbick,

  - les KdS (Kommandeur der Sipo und des SD ) représentent le BdS en province, par exemple le SS-Obersturmbannführer Rolf Mühler à Marseille ;
- l’Ordnungspolizei (l’« OrPo »), environ 2 400 hommes en uniforme, sous le commandement du SS-Standartenführer von Schweininchen, puis du général Scheer en 1944 - bureaux aux 44 et 49 rue de la Faisanderie,
  - en province, l’OrPo dispose de bureaux extérieurs (Aussendienstellen) pour faire la liaison avec la Police nationale et la Gendarmerie nationale françaises.

#### Principales actions en France

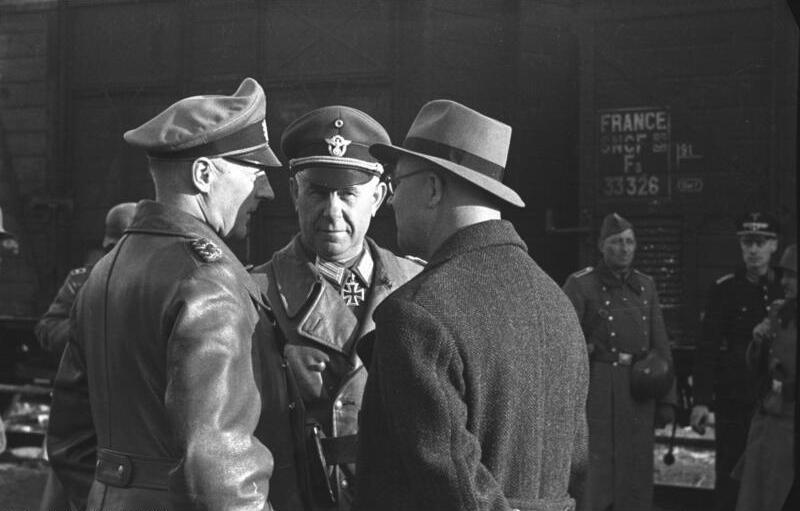
Oberg (à droite, de profil, en civil) s'est spécialement déplacé de Paris pour s'assurer que la rafle de Marseille se déroule sans accroc. À gauche, de profil, le General der Infanterie Hans-Gustav Felber ; de face, le SS-Sturmbannführer Bernhard Griese de l'Ordnungspolizei, qui commande le bataillon de police allemand en cours d’intervention.

Il publie l’ordonnance suivante le 10 juillet 1942 :
« J'ai constaté que ce sont souvent les proches parents d'auteurs d'attentats, des saboteurs et des fauteurs de troubles, qui les ont aidés avant ou après leur forfait. Je me suis donc décidé à frapper des peines les plus sévères non seulement les auteurs... mais aussi, au cas où ils seraient en fuite, les familles des criminels s'ils ne se présentaient pas dans les dix jours à un service de police allemande ou française. En conséquence, j'annonce les peines suivantes :
1. Tous les proches parents masculins, les beaux-frères et cousins des fauteurs de troubles au-dessus de l'âge de dix-huit ans seront fusillés.
2. Toutes les femmes parentes au même degré, seront condamnées aux travaux forcés.
3. Les enfants de toutes les personnes ci-dessus âgés de moins de dix-huit ans seront confiés à une maison de redressement. »

Par un décret de Hitler du 16 novembre 1942, la compétence de Oberg est étendue à la zone sud qui vient d'être occupée : désormais il contrôle l'ensemble du territoire français.
Plusieurs régiments de police (de l’OrPo ) sont affectés à la lutte contre la Résistance dans l'ancienne zone libre dans les maquis. En janvier 1943, Oberg délègue le 14e régiment de police qui sécurise le secteur côtier en Provence pour encadrer la rafle de Marseille et les opérations de destruction du quartier du Vieux-Port qui suivent.
En avril 1943, Oberg est promu SS-Gruppenführer und Generalleutnant der Polizei ; les Français le surnomment aussi « Le Boucher de Paris ».
En 1944, le 19e régiment de police (de l’OrPo ) participe aux combats des Glières en Savoie et du mont Mouchet en Auvergne.
Le 20 juillet 1944 vers 20 h, Carl Oberg est arrêté par le général Walter Brehmer, à la tête de la 325. Sicherungs-Division, qui est impliqué dans le complot contre Hitler. À 22 h 30, après l'annonce de l'échec de l'attentat, il est libéré.
En août 1944, Oberg est promu SS-Obergruppenführer und General der Polizei.

### Départ de France et fin de la guerre
À l'automne 1944, les Allemands font retraite vers l'Est, et Oberg se réfugie dans la ville de Plainfaing dans les Vosges jusqu'à la dissolution de son poste de HSSPf Frankreich le 29 novembre 1944. Il est ensuite attaché à l'état-major du groupe d'armées « Oberrhein », responsable des unités de l’Ordnungspolizei, de la SiPo et du SD jusqu'en janvier 1945. Puis, il est transféré sur le front de l’Est et commande brièvement une ligne de défense dans le secteur de Stargard en Poméranie, sous la direction de Himmler qui commande alors le groupe d'armées Vistule. Il termine la guerre sans affectation au sein de la direction juridique de la SS à Munich, où il est fait prisonnier par les troupes américaines.

### Récapitulation des rangs et positions de Oberg
- novembre 1935 - janvier 1937 : SS-Standartenführer du 22. SS-Standarte « Mecklenburg », à Schwerin[4]
- janvier 1937 - décembre 1938 : SS-Standartenführer et aussi SS-Stabsführer des SS-Abschnitt IV à Hanovre[5]
- novembre 1939 - août 1941 : SSPf Radom[6]
- mai 1942 - novembre 1944 : HSSPf Frankreich[7]
  - mai 1942 : SS-Brigadeführer und Generalmajor der Polizei[7]
  - avril 1943 : SS-Gruppenführer und Generalleutnant der Polizei[7]
  - août 1944 : SS-Obergruppenführer und General der Polizei[7]
- mars 1945 : SS-Obergruppenführer und General der Waffen-SS[7]

## Après-guerre
Après la fin de la guerre, Carl Oberg est jugé et condamné à mort en 1946 par les tribunaux alliés et incarcéré à Munich. Il est de nouveau condamné à mort par les tribunaux français, le 9 octobre 1954 à Paris pour crimes de guerre. Il est incarcéré à la prison de Mulhouse, d'où il fait appel de sa peine qui est commuée en prison à perpétuité par le président de la République René Coty par grâce individuelle ; cette disposition est confirmée en 1958.
Condamné à la prison à vie, il est libéré en toute discrétion de la prison de Mulhouse avec Helmut Knochen, le 28 novembre 1962, sur ordre du général de Gaulle. La mansuétude française à son égard s'explique dans le contexte de la politique de réconciliation nationale des gouvernements français successifs et de réconciliation avec l'Allemagne en vue de la signature du traité de coopération franco-allemand du 22 janvier 1963.
Trois ans après sa libération, âgé de soixante-huit ans, Oberg meurt à Flensbourg en Allemagne.

## Après sa mort
Carl Oberg connaît une certaine renommée négative posthume en France grâce au cinéma et à la télévision : en effet, France 2 le mentionne dans Lorsqu'il fallait sauver les Juifs en 2008 et dans L’Armée du Crime en 2009 ; de même France 3 le cite dans son reportage du 19 décembre 2012, La Libération de Paris.